# 克羅皮利尼基
49°39′26″N 23°17′17″E / 49.65722°N 23.28806°E
克羅皮利尼基（烏克蘭語：Кропильники），是烏克蘭西部的村莊，隸屬利維夫州的亞沃里夫區。該村始建於1940年，面積0.41平方公里，海拔高度297米，2001年人口119，人口密度每平方公里287.44人。